# Virtasalmi
Virtasalmi este o fostă comună din Finlanda.